# Tannay (Ardennes)
Tannay ist eine ehemalige französische Gemeinde mit 151 Einwohnern (Stand: 1. Januar 2022) im Département Ardennes in der Region Grand Est (vor 2016 Champagne-Ardenne). Sie gehörte zum Arrondissement Vouziers. Die Bewohner werden Tannaysiens und Tannaysiennes genannt.
Der Erlass des Präfekten vom 13. September 2024 legte mit Wirkung zum 1. Januar 2025 die Eingliederung von Tannay als Commune déléguée zusammen mit der früheren Gemeinde Le Mont-Dieu zur Commune nouvelle Tannay-le-Mont-Dieu fest.

## Geografie

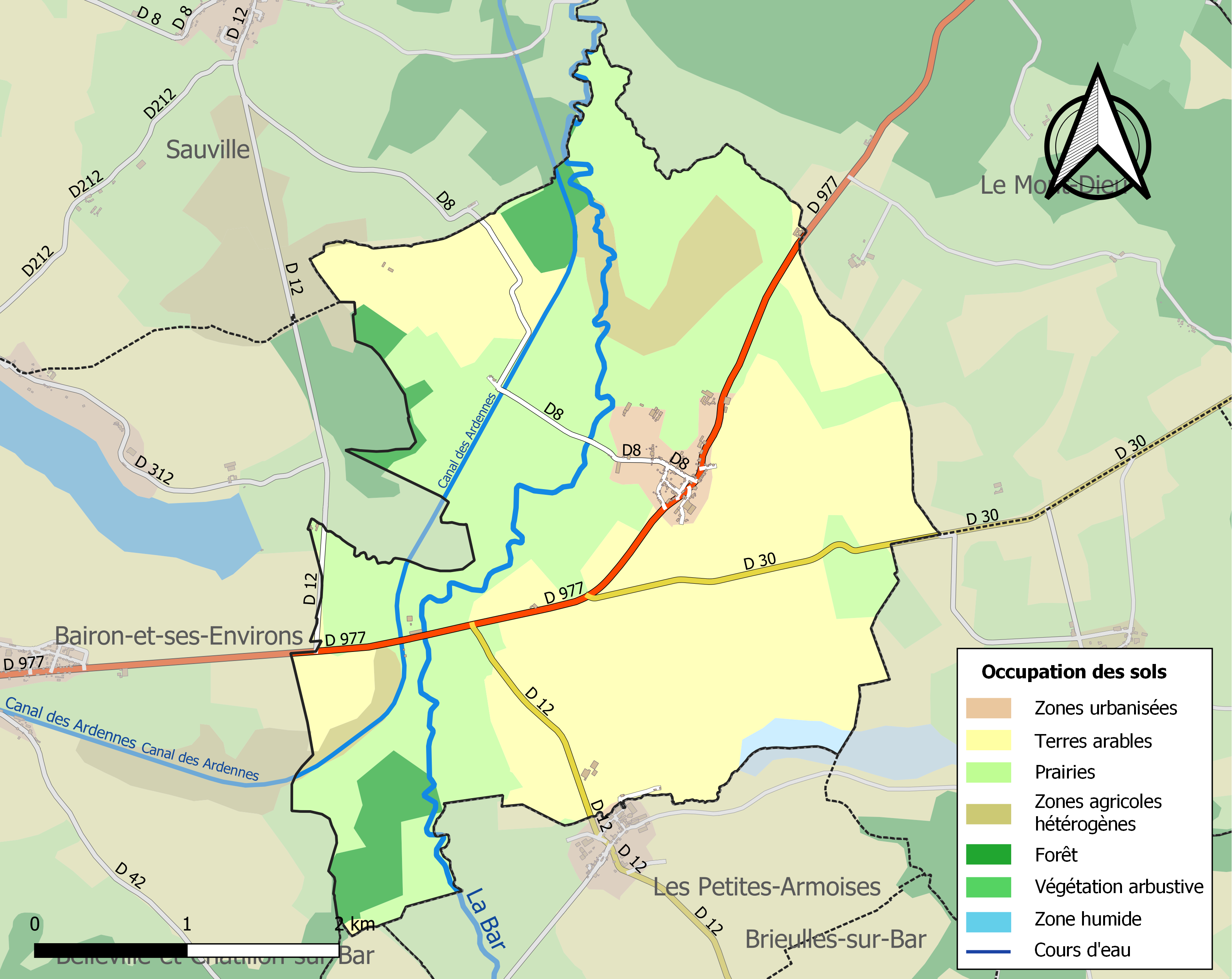
Bodennutzung, Hydrografie und Infrastruktur von Tannay (2018)

Tannay liegt etwa 27 Kilometer südsüdöstlich von Charleville-Mézières und etwa 17 Kilometer nordwestlich von Vouziers. Das Ortsgebiet liegt im Einzugsgebiet des Rheins und wird hauptsächlich entwässert von der Bar, vom Canal des Ardennes, der in die Maas mündet, aber auch vom Ruisseau des Armoises, vom Ruisseau de Bairon, vom Ruisseau de la Lateuse, vom Ruisseau de la Forge, vom Ruisseau d’Uchon, von der Fosse d’Assain und vom Ruisseau des Indis. Tannay befindet sich südlich der Hügelkette der Préardennaises. Das Zentrum liegt auf einer Höhe von etwa 200 m am Hang eines Hügels, dessen Erhebung mit 276 m gleichzeitig die maximale des Ortsgebiets bildet. Die minimale Höhe von 160 m wird beim Austritt des Flusses Bar aus dem Ortsgebiet gemessen.
Teile des Gebiets von Tannay gehören zu den ZNIEFF-Naturzonen „Les prairies de la vallée de la Bar entre Tannay et Vendresse“ (210014802) und „Prairies, bois et marais du Ruisseau des Armoises à l’ouest de Sy“ (210020176). Rund 91 % der Fläche von Tannay werden landwirtschaftlich genutzt, rund 6 % sind bewaldet, rund 3 % entfallen auf bebaute Flächen, rund 1 % auf Feuchtgebiete.
Umgeben wird Tannay vom Ortsteil Le Mont-Dieu im Nordosten sowie von den Nachbargemeinden Sy im Südosten, Les Petites-Armoises und Belleville-et-Châtillon-sur-Bar im Süden, Bairon et ses environs im Westen und Sauvilles im Nordwesten.

## Bevölkerungsentwicklung

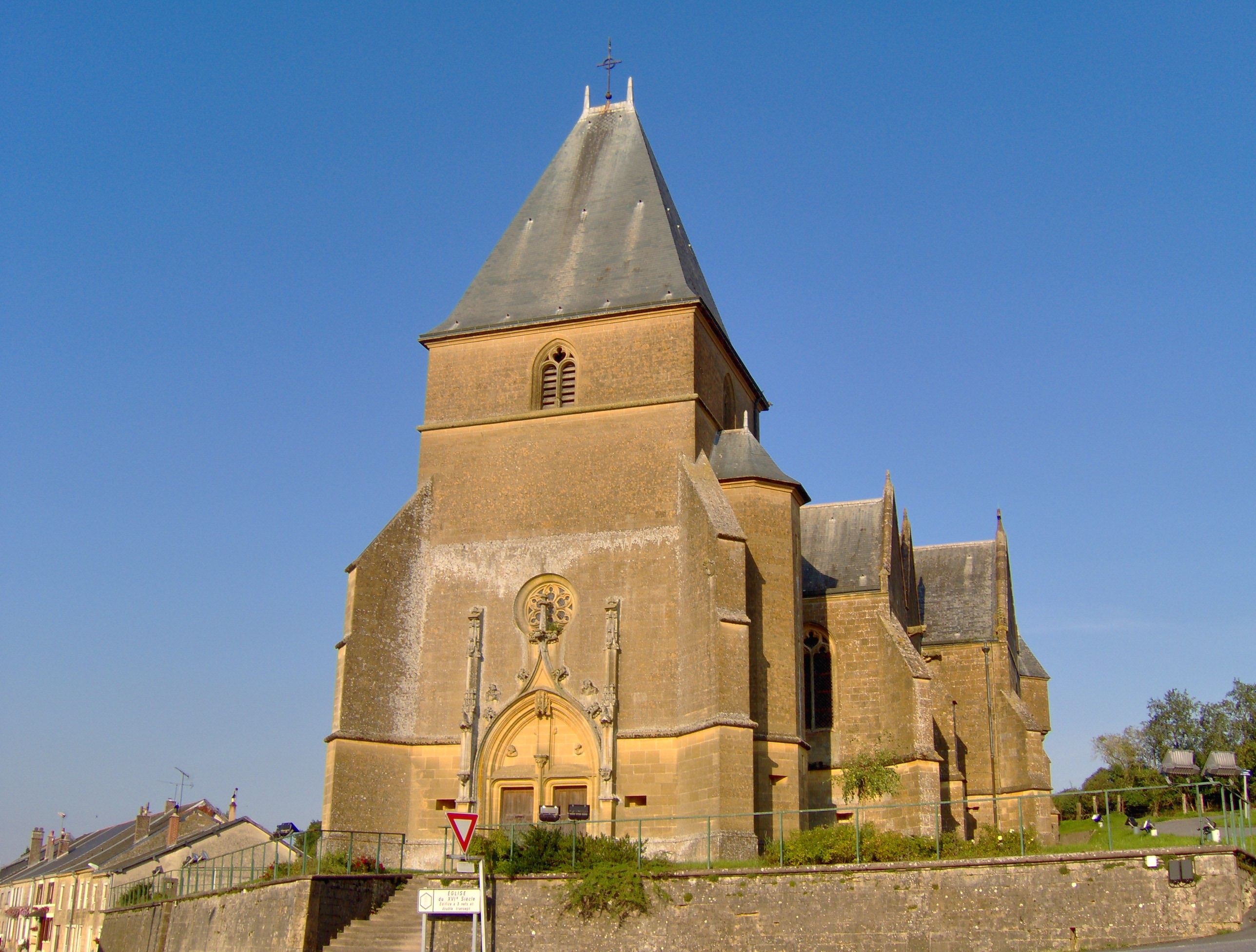
Kirche Saint-Martin

| Jahr                       | 1962 | 1968 | 1975 | 1982 | 1990 | 1999 | 2006 | 2013 | 2020 |
| Einwohner                  | 192  | 164  | 155  | 145  | 135  | 149  | 147  | 159  | 147  |
| Quellen: Cassini und INSEE |      |      |      |      |      |      |      |      |      |

## Sehenswürdigkeiten
- Wehrkirche Saint-Martin, erbaut im 15. und 16. Jahrhundert, im Zweiten Weltkrieg stark beschädigt, seit 1972 als Monument historique klassifiziert[4]